# Moose Lake Provincial Park (park i Kanada, Alberta)
Moose Lake Provincial Park är en park i Kanada.   Den ligger i provinsen Alberta, i den centrala delen av landet, 2 700 km väster om huvudstaden Ottawa. Moose Lake Provincial Park ligger 553 meter över havet. Den ligger vid sjön Moose Lake.
Terrängen runt Moose Lake Provincial Park är platt. Runt Moose Lake Provincial Park är det mycket glesbefolkat, med 6 invånare per kvadratkilometer.. Närmaste större samhälle är Bonnyville, 13,0 km öster om Moose Lake Provincial Park. 
Omgivningarna runt Moose Lake Provincial Park är en mosaik av jordbruksmark och naturlig växtlighet.